# Szosznovka (Miskinói járás)
Szosznovka (orosz betűkkel: Сосновка, baskír nyelven: Сосновка, mari nyelven Пӱнчер ял) falu Oroszországban, a Baskír Köztársaságban, a Miskinói járásban.

## Népesség
- 2002-ben 633 lakosa volt, melynek 93%-a mari.
- 2010-ben 615 lakosa volt.